# Michael Simon (Pflegewissenschaftler)
Michael Simon (* 1972 in Darmstadt) ist ein deutscher Pflegewissenschaftler und seit 2014 Professor am Institut für Pflegewissenschaft der Universität Basel (INS).

## Werdegang
Michael Simon ist ein Pflegefachmann und wurde 2008 an der Bergischen Universität Wuppertal in der Fakultät für Maschinenbau und Sicherheitstechnik promoviert. Von 2008 bis 2011 arbeitete er als Postdoktorand und Forschungsassistenzprofessor an der University of Kansas für die National Database of Nursing Quality Indicators (NDNQI). Von 2011 bis 2014 war Michael Simon Senior Research Fellow der Faculty of Health Sciences an der University of Southampton, Großbritannien.
Seit Mai 2014 ist Michael Simon Professor am Institut für Pflegewissenschaft der Medizinischen Fakultät der Universität Basel, zunächst als Tenure Track Assistenzprofessor. Im Februar 2019 wurde er zum Associate Professor für Pflegewissenschaft an der Universität Basel befördert.
Michael Simon leitet zusammen mit  Franziska Zúñiga die Quality of Care Research Group (QUASAR) am INS, welche Pflege- und Versorgungsqualität in allen Versorgungssettings untersucht. 
Er ist Associate Editor des International Journal of Nursing Studies. Außerdem ist er Fellow der European Academy of Nursing Science.
Er ist Co-Leiter der Swiss PhD Platform In Nursing Science Education (SPINE).
Er war von 2020 bis 2021 Mitglied der Swiss National COVID-19 Science Task Force (Expert Group Public Health).
2023 hat er die Institutsdirektion des Instituts für Pflegewissenschaft der Universität Basel von Sabina De Geest übernommen. Im gleichen Jahr wurde er zudem Co-Leiter des Departement Public Health der Universität Basel ernannt.

## Forschung
Michael Simons Forschung fokussiert die Arbeitsumgebung von Pflegepersonal und die Konsequenzen für Patienten und Personal. In der Psychiatrie untersuchte er zum Beispiel die Arbeitsbelastung und Gewalt gegen Pflegepersonal sowie die Auswirkung der Bettenauslastung auf die Sterblichkeit in Schweizer Spitälern.